# Дискографія Керрі Андервуд
Американська кантрі-співачка та автор пісень Керрі Андервуд випустила шість студійні альбоми та 34 сингли. Андервуд здобула популярність після перемоги на четвертому сезоні американського реаліті-шоу American Idol у 2005. Її дебютний альбом «Some Hearts» вийшов у 2005 і став найшвидшим дебютним кантрі-альбом по продажам в історії Nielsen SoundScan. Альбом також став бестселером серед сольних дебютних жіночих кантрі-альбомів в історії RIAA та найпродаваним дебютним альбомом серед всіх учасників реаліті-шоу American Idol на території США.. Дебютна платівка Андервуд випустила п'ять синглів: «Jesus, Take the Wheel», «Some Hearts», «Don't Forget to Remember Me», «Before He Cheats» та «Wasted». По всьому світі було продано понад 9 мільйонів копій альбому «Some Hearts».
Другий студійний альбом Андервуд «Carnival Ride» вийшов у 2007 та дебютував на перше місце чарту Billboard 200. За перший тиждень було продано 527,000 копій, що стало рекордом серед сольних жіночих кантрі-альбомів із часів альбому Шанайї Твейн «Greatest Hits» (2004). Платівка випустила п'ять синглів — «So Small», «All-American Girl», «Last Name», «Just a Dream» та «I Told You So», — і отримала чотири платинові сертифікацій від американської компанії RIAA та одну від канадської компанії Music Canada.
Андервуд випустила свій третій студійний альбом «Play On» в листопаді 2009. Платівка дебютувала на перше місце чарту Top Country Albums та Billboard 200. Альбом випустив чотири сингли — «Cowboy Casanova», «Temporary Home», «Undo It» та «Mama's Song»; перші три посіли перше місце чарту Hot Country Songs, а четвертий досяг 2 місця кантрі-чарту. Платівка отримала три платинові сертифікацій від американської компанії RIAA, одну від канадської компанії Music Canada та золоту сертифікацію від австралійської компанії ARIA. «Play On» став першим альбомом для Андервуд, який вийшов в Австралії, Ірландії, Британії та Японії, в котрих досяг 14, 91, 93 та 114 місця на національних чартах, відповідно.
В травні 2012 Андервуд випустила свій четвертий студійний альбом «Blown Away». В перший тиждень альбом продався у 267,000 копій та дебютував на перше місце чарту Billboard 200 та Top Country Albums. Платівка дебютувала на перше місце канадського чарту Canadian Albums Chart та Top 100 Country Albums. В Австралії платівка досягла 4 місця чарту Australian ARIA Albums Chart та першого місця чарту Top 20 Country Albums. Платівка отримала дві платинові сертифікацій від американської компанії RIAA, одну від канадської компанії Music Canada, золоту сертифікацію від австралійської компанії ARIA та срібну сертифікацію від британської компанії BPI. Платівка випустила чотири сингли: «Good Girl», «Blown Away», «Two Black Cadillacs» та  «See You Again».
У 2014 Андервуд випустила свою першу збірку хітів «Greatest Hits: Decade #1». Збірка дебютувала на 4 місце чарту Billboard 200 та 1 місце чарту Top Country Albums. У січні 2015 збірка отримала платинову сертифікацію від американської компанії RIAA. Платівка випустила два сингли — пісня «Something in the Water» та «Little Toy Guns».
П'ятий студійний альбом «Storyteller» вийшов у жовтні 2015. Платівка дебютувала на 2 місце чарту Billboard 200 та на перше місце чарту Top Country Albums. У жовтні 2016 платівка отримала платинову сертифікацію від американської компанії RIAA. Альбом випустив чотири офіційні сингли в США — «Smoke Break», «Heartbeat», «Church Bells» і «Dirty Laundry», та один додатковий у Британії — пісню «Chaser».
Шостий студійний альбом «Cry Pretty» вийшов у вересні 2018. Він посів перше місце на музичному чарті США Billboard 200 та канадському чарті Canadian Albums Chart. Перший сингл з альбому, пісня «Cry Pretty», вийшов у квітні 2018 та досяг топ-10 американських кантрі-чартів та 8 місця канадського кантрі-чарту. Другий сингл «Cry Pretty» вийшов наприкінці серпня 2018.

## Альбоми

### Студійні альбоми
| Рік  | Альбом                                                                 | Місце в чартах | Місце в чартах | Місце в чартах | Місце в чартах | Місце в чартах | Місце в чартах | Місце в чартах | Місце в чартах | Місце в чартах | Сертифікація (таблиця продажів та сертифікатів)                                    |
| Рік  | Альбом                                                                 | Кантрі         | [ 6 ]          | [ 7 ]          | [ 8 ]          | [ 9 ]          | [ 10 ]         | [ 11 ]         | [ 12 ]         | [ 13 ]         | Сертифікація (таблиця продажів та сертифікатів)                                    |
| ---- | ---------------------------------------------------------------------- | -------------- | -------------- | -------------- | -------------- | -------------- | -------------- | -------------- | -------------- | -------------- | ---------------------------------------------------------------------------------- |
| 2005 | Some Hearts - Дата релізу: 15 листопада 2005 - Лейбл: Arista Nashville | 1              | 2              | 11             | —              | —              | —              | —              | —              | —              | - : 8× Платини (7,500,000 копій) - : 3× Платини - : Золото                         |
| 2007 | Carnival Ride - Дата релізу: 23 жовтня 2007 - Лейбл: Arista Nashville  | 1              | 1              | 1              | —              | —              | —              | —              | —              | —              | - : 4× Платини (3,400,000 копій) - : Платина                                       |
| 2009 | Play On - Дата релізу: 3 листопада 2009 - Лейбл: Arista Nashville      | 1              | 1              | 2              | 14             | 91             | —              | 93             | 114            | —              | - : 3× Платини (2,300,000 копій) - : Платина - : Золото                            |
| 2012 | Blown Away - Дата релізу: 1 травня 2012 - Лейбл: Arista Nashville      | 1              | 1              | 1              | 4              | 26             | 8              | 11             | 101            | 22             | - : 2× Платина (1,700,000 копій) - : Платина (100,312 копій) - : Золото - : Срібло |
| 2015 | Storyteller - Дата релізу: 23 жовтня 2015 - Лейбл: Arista Nashville    | 1              | 2              | 3              | 4              | 18             | 6              | 13             | —              | 13             | - : Платина (752,100 копій)                                                        |
| 2018 | Cry Pretty - Дата релізу: 14 вересня 2018 - Лейбл: Capitol Nashville   | 1              | 1              | 1              | 4              | 40             | 12             | 16             | —              | 32             | - : Золото (337,500 копій)                                                         |

### Збірники
| Greatest Hits: Decade #1                                                       | - Формати: CD, цифрове завантаження | 1 | 4 | 49 | 15 | - : 564,300 | - : Платина |
| "—" означає, що альбом або не вийшов у цій країні, або не брав участі у чарті. |                                     |   |   |    |    |             |             |

### Відеоальбоми
| The Blown Away Tour: Live                                                     | - Випущений: 13 серпня 2013 - Лейбл: Arista Nashville, 19 - Формат: DVD | 1 | 1 | 3 | 5 | - : Золото |
| "—" означає, що альбом або не вийшов у цій країні, або не брав участі у чарті |                                                                         |   |   |   |   |            |

## Сингли

### Провідні сингли
| Рік                                                                          | Назва                               | Місце в чартах | Місце в чартах | Місце в чартах | Місце в чартах | Місце в чартах | Місце в чартах | Місце в чартах | Місце в чартах | Місце в чартах | Місце в чартах | Продажі       | Сертифікація (таблиця продажів та сертифікатів) | Альбом                   |
| Рік                                                                          | Назва                               | Кантрі         | Кантрі-радіо   | [ 20 ]         | AC             | Adult          | Христ          | Кантрі         | [ 25 ]         | [ 26 ]         | [ 27 ]         | Продажі       | Сертифікація (таблиця продажів та сертифікатів) | Альбом                   |
| ---------------------------------------------------------------------------- | ----------------------------------- | -------------- | -------------- | -------------- | -------------- | -------------- | -------------- | -------------- | -------------- | -------------- | -------------- | ------------- | ----------------------------------------------- | ------------------------ |
| 2005                                                                         | "Inside Your Heaven"                | 52             | 52             | 1              | 12             | —              | —              | —              | 1              | —              | —              | - : 821,000   | - : Золото - : 2× Платина                       | Н/Д                      |
| 2005                                                                         | "Jesus, Take the Wheel"             | 1              | 1              | 20             | 23             | —              | 4              | —              | —              | —              | —              | - : 2,573,000 | - : 3× Платина - : Золото                       | Some Hearts              |
| 2005                                                                         | "Some Hearts"                       | —              | —              | —              | 12             | 22             | —              | —              | —              | —              | —              |               |                                                 | Some Hearts              |
| 2006                                                                         | "Don't Forget to Remember Me"       | 2              | 2              | 49             | —              | —              | —              | 4              | —              | —              | —              | - : 403,000   | - : Золото                                      | Some Hearts              |
| 2006                                                                         | "Before He Cheats"                  | 1              | 1              | 8              | 6              | 5              | —              | 1              | 4              | —              | —              | - : 4,312,000 | - : 5× Платина - : Платина                      | Some Hearts              |
| 2007                                                                         | "Wasted"                            | 1              | 1              | 37             | —              | —              | —              | 1              | 35             | —              | —              | - : 705,000   | - : Платина                                     | Some Hearts              |
| 2007                                                                         | "So Small"                          | 1              | 1              | 17             | —              | —              | —              | 3              | 14             | —              | —              | - : 1,088,000 | - : Платина                                     | Carnival Ride            |
| 2008                                                                         | "All-American Girl"                 | 1              | 1              | 27             | —              | —              | —              | 1              | 45             | —              | —              | - : 1,800,000 | - : 2× Платина                                  | Carnival Ride            |
| 2008                                                                         | "Last Name"                         | 1              | 1              | 19             | —              | 31             | —              | 3              | 34             | —              | —              | - : 1,300,000 | - : Платина                                     | Carnival Ride            |
| 2008                                                                         | "Just a Dream"                      | 1              | 1              | 29             | —              | —              | —              | 2              | 50             | —              | —              | - : 1,280,000 | - : Платина                                     | Carnival Ride            |
| 2009                                                                         | "I Told You So" (із Ренді Тревісом) | 2              | 2              | 9              | —              | —              | —              | 1              | 18             | —              | 129            | - : 1,089,000 | - : Платина                                     | Carnival Ride            |
| 2009                                                                         | "Cowboy Casanova"                   | 1              | 1              | 11             | —              | 21             | —              | 2              | 16             | —              | —              | - : 2,300,000 | - : 2× Платина - : Золото                       | Play On                  |
| 2009                                                                         | "Temporary Home"                    | 1              | 1              | 41             | —              | —              | 34             | 2              | 65             | —              | —              | - : 1,093,000 | - : Платина                                     | Play On                  |
| 2010                                                                         | "Undo It"                           | 1              | 1              | 23             | —              | 25             | —              | 2              | 43             | —              | —              | - : 1,600,000 | - : Платина                                     | Play On                  |
| 2010                                                                         | "Mama's Song"                       | 2              | 2              | 56             | —              | —              | —              | 10             | 68             | —              | —              | - : 442,000   | - : Золото                                      | Play On                  |
| 2012                                                                         | "Good Girl"                         | 1              | 1              | 18             | —              | 20             | —              | 1              | 21             | —              | —              | - : 2,000,000 | - : 2× Платина - : Платина                      | Blown Away               |
| 2012                                                                         | "Blown Away"                        | 2              | 1              | 20             | —              | 31             | —              | 1              | 27             | 100            | 155            | - : 2,819,000 | - : 3× Платина - : Платина                      | Blown Away               |
| 2012                                                                         | "Two Black Cadillacs"               | 4              | 2              | 41             | —              | —              | —              | 3              | 52             | —              | —              | - : 762,000   | - : Платина                                     | Blown Away               |
| 2013                                                                         | "See You Again"                     | 7              | 2              | 34             | —              | —              | —              | 2              | 45             | —              | —              | - : 740,000   | - : Платина                                     | Blown Away               |
| 2014                                                                         | "Something in the Water"            | 1              | 3              | 24             | —              | —              | 1              | 3              | 29             | 88             | 192            | - : 1,091,000 | - : Платина                                     | Greatest Hits: Decade #1 |
| 2015                                                                         | "Little Toy Guns"                   | 6              | 2              | 47             | —              | —              | —              | 7              | 70             | —              | —              | - : 437,000   | - : Золото                                      | Greatest Hits: Decade #1 |
| 2015                                                                         | "Smoke Break"                       | 4              | 2              | 43             | —              | —              | —              | 1              | 53             | —              | —              | - : 447,000   | - : Золото                                      | Storyteller              |
| 2015                                                                         | "Heartbeat"                         | 2              | 1              | 42             | —              | —              | —              | 1              | 60             | 80             | —              | - : 348,000   | - : Золото                                      | Storyteller              |
| 2016                                                                         | "Church Bells"                      | 2              | 1              | 43             | —              | —              | —              | 2              | 64             | —              | —              | - : 456,000   | - : Золото                                      | Storyteller              |
| 2016                                                                         | "Dirty Laundry"                     | 3              | 2              | 48             | —              | —              | —              | 1              | 71             | —              | —              | - : 296,000   |                                                 | Storyteller              |
| 2018                                                                         | "Cry Pretty"                        | 5              | 13             | 48             | —              | —              | —              | 18             | 83             | 75             | —              | - : 189,000   |                                                 | Cry Pretty               |
| 2018                                                                         | "Love Wins"                         | 26             | 32             | —              | —              | —              | —              | 47             | —              | 90             | —              |               |                                                 | Cry Pretty               |
| "—" означає, що сингл або не вийшов у цій країні, або не брав участі у чарті |                                     |                |                |                |                |                |                |                |                |                |                |               |                                                 |                          |

### Як співвиконавець
| 2011                                                                         | "Remind Me"             | Бред Пейслі                    | 1 | 1  | 17 | —  | 1  | 33 | - : 2× Платина                      | This Is Country Music         |
| 2013                                                                         | "Can't Stop Lovin' You" | Aerosmith                      | — | —  | —  | —  | —  | —  |                                     | Music from Another Dimension! |
| 2014                                                                         | "Somethin' Bad"         | Міранда Ламберт                | 1 | 7  | 19 | —  | 6  | 33 | - : Платина                         | Platinum                      |
| 2016                                                                         | "Forever Country"       | Artists of Then, Now & Forever | 1 | 33 | 21 | 26 | 39 | 25 | - : Золото                          | Н/Д                           |
| 2017                                                                         | "The Fighter"           | Кіт Урбан                      | 2 | 2  | 38 | 19 | 2  | 67 | - : Платина - : Платина - : Платина | Ripcord                       |
| "—" означає, що сингл або не вийшов у цій країні, або не брав участі у чарті |                         |                                |   |    |    |    |    |    |                                     |                               |

### Промо-сингли
| 2007                                                                         | "I'll Stand by You"                              | 41 | 6  | —  | 10 |                | Н/Д                                 |
| 2008                                                                         | "Praying for Time"                               | —  | 27 | —  | 33 |                | Н/Д                                 |
| 2008                                                                         | "Just Stand Up!" (із Artists Stand Up to Cancer) | —  | 11 | 17 | 10 | - : 2× Платина | Н/Д                                 |
| 2009                                                                         | "Home Sweet Home"                                | 52 | 21 | —  | 33 |                | Play On                             |
| 2010                                                                         | "Change"                                         | —  | —  | —  | —  |                | Play On                             |
| 2010                                                                         | "There's a Place for Us"                         | —  | —  | —  | —  |                | Хроніки Нарнії: Підкорювач Світанку |
| 2014                                                                         | "Keep Us Safe"                                   | 36 | —  | —  | —  |                | Н/Д                                 |
| 2015                                                                         | "Renegade Runaway"                               | 34 | —  | —  | —  |                | Storyteller                         |
| 2015                                                                         | "What I Never Knew I Always Wanted"              | 32 | —  | —  | —  |                | Storyteller                         |
| 2018                                                                         | "The Champion" (із Ludacris)                     | —  | 47 | —  | —  | - : Золото     | Cry Pretty                          |
| 2018                                                                         | "End Up with You"                                | 37 | —  | —  | —  |                | Cry Pretty                          |
| "—" означає, що сингл або не вийшов у цій країні, або не брав участі у чарті |                                                  |    |    |    |    |                |                                     |

## Інші чартовані пісні
| 2005                                                                         | "Bless the Broken Road" (із Rascal Flatts)       | 50 | —  | —  | —  | —   | Н/Д                                                          |
| 2005                                                                         | "Independence Day"                               | —  | —  | —  | —  | —   | American Idol Season 4: The Showstoppers                     |
| 2007                                                                         | "Do You Hear What I Hear"                        | 27 | —  | 90 | 2  | —   | Hear Something Country Christmas 2007                        |
| 2008                                                                         | "I'll Be Home for Christmas" (із Елвісом Преслі) | 54 | —  | —  | —  | —   | Christmas Duets                                              |
| 2008                                                                         | "Hark! The Herald Angels Sing"                   | 41 | —  | —  | 14 | —   | Carnival Ride: Holiday Edition                               |
| 2009                                                                         | "O Holy Night"                                   | 39 | —  | —  | —  | —   | Carnival Ride: Holiday Edition                               |
| 2009                                                                         | "The First Noel"                                 | 50 | —  | —  | —  | —   | Carnival Ride: Holiday Edition                               |
| 2009                                                                         | "What Child Is This?"                            | 51 | —  | —  | —  | —   | Carnival Ride: Holiday Edition                               |
| 2009                                                                         | "The More Boys I Meet"                           | 45 | —  | —  | —  | —   | Carnival Ride                                                |
| 2011                                                                         | "Songs Like This"                                | 38 | —  | —  | —  | —   | Play On                                                      |
| 2011                                                                         | "How Great Thou Art"                             | —  | 13 | —  | —  | —   | How Great Thou Art: Gospel Favorites from the Grand Ole Opry |
| 2011                                                                         | "Flat on the Floor"                              | —  | 41 | —  | —  | —   | Carnival Ride                                                |
| 2012                                                                         | "Good in Goodbye"                                | —  | 13 | —  | —  | —   | Blown Away                                                   |
| 2012                                                                         | "Do You Think About Me"                          | —  | 40 | —  | —  | —   | Blown Away                                                   |
| 2014                                                                         | "I Know You Won't"                               | —  | —  | —  | —  | 94  | Carnival Ride                                                |
| 2014                                                                         | "Look at Me"                                     | —  | 22 | —  | —  | 168 | Play On                                                      |
| 2014                                                                         | "How Great Thou Art" (із Вінсом Гіллом)          | —  | 47 | —  | —  | —   | Greatest Hits: Decade #1                                     |
| 2015                                                                         | "The Girl You Think I Am"                        | 38 | 26 | —  | —  | —   | Storyteller                                                  |
| 2015                                                                         | "Like I'll Never Love You Again"                 | 39 | 25 | —  | —  | —   | Storyteller                                                  |
| 2015                                                                         | "Relapse"                                        | 48 | 49 | —  | —  | —   | Storyteller                                                  |
| 2018                                                                         | "Drinking Alone"                                 | 49 | —  | —  | —  | —   | Cry Pretty                                                   |
| "—" означає, що сингл або не вийшов у цій країні, або не брав участі у чарті |                                                  |    |    |    |    |     |                                                              |

## Інші появи
| Рік       | Пісня                                            | Альбом                                                       |
| --------- | ------------------------------------------------ | ------------------------------------------------------------ |
| 2005      | "Independence Day"                               | American Idol Season 4: The Showstoppers                     |
| 2007      | "Ever Ever After"                                | Зачарована                                                   |
| 2007      | "Oh Love" (із Бредом Пейслі)                     | 5th Gear                                                     |
| 2007      | "Do You Hear What I Hear"                        | Hear Something Country Christmas 2007                        |
| 2008      | "How Great Thou Art"                             | How Great Thou Art: Gospel Favorites from the Grand Ole Opry |
| 2008      | "I'll Be Home for Christmas" (із Елвісом Преслі) | Christmas Duets                                              |
| 2009      | "The First Noel"                                 | A Very Special Christmas Vol. 7                              |
| 2009      | "Hark! The Herald Angels Sing"                   | A Very Special Christmas Vol. 7                              |
| 2010      | "There's a Place for Us"                         | Хроніки Нарнії: Підкорювач Світанку                          |
| 2010      | "You're Lookin' at Country"                      | Coal Miner's Daughter: A Tribute to Loretta Lynn             |
| 2011      | "Remind Me" (із Бредом Пейслі)                   | This Is Country Music                                        |
| 2011      | "Is It Still Over?" (із Ренді Тревісом)          | Anniversary Celebration                                      |
| 2011      | "It Had to Be You" (із Тоні Беннеттом)           | Duets II                                                     |
| 2013      | "Always on My Mind" (із Віллі Нельсоном)         | To All the Girls...                                          |
| 2014      | "Somethin' Bad" (із Мірандою Ламберт)            | Platinum                                                     |
| 2014      | "High Life" (із Бредом Пейслі)                   | Moonshine in the Trunk                                       |
| 2014      | "All Is Well" (із Майкл Вітакер Сміт)            | The Spirit of Christmas                                      |
| 2014      | "This Side of Heaven" (із The Swon Brothers)     | The Swon Brothers                                            |
| 2016      | "The Fighter" (із Кітом Урбаном)                 | Ripcord                                                      |
| 2016-2017 | "Oh Sunday, Night"/"Somethin' Bad"               | NBC Sunday Night Football                                    |
| 2018      | "Game On"                                        | NBC Sunday Night Football                                    |

## Музичні відео
| Рік  | Назва                                             | Режисер             |
| ---- | ------------------------------------------------- | ------------------- |
| 2005 | "Does He Love You" (із Jamie O'Neal)              | Ryan Polito         |
| 2005 | "Jesus, Take the Wheel"                           | Roman White         |
| 2006 | "Don't Forget to Remember Me"                     | Roman White         |
| 2006 | "Before He Cheats"                                | Roman White         |
| 2007 | "Wasted"                                          | Roman White         |
| 2007 | "I'll Stand by You"                               | Невідомий           |
| 2007 | "So Small"                                        | Roman White         |
| 2007 | "Ever Ever After"                                 | Roman White         |
| 2008 | "All-American Girl"                               | Roman White         |
| 2008 | "Last Name"                                       | Roman White         |
| 2008 | "Just a Dream"                                    | Roman White         |
| 2008 | "Just Stand Up"                                   | Don Mischer         |
| 2009 | "I Told You So" (вживу)                           | Jim Yockey          |
| 2009 | "Cowboy Casanova"                                 | Theresa Wingert     |
| 2010 | "Temporary Home"                                  | Deaton-Flanigen     |
| 2010 | "Undo It"                                         | Chris Hicky         |
| 2010 | "Mama's Song"                                     | Shaun Silva         |
| 2011 | "Remind Me" (із Бредом Пейслі)                    | Deaton-Flanigen     |
| 2012 | "Good Girl"                                       | Theresa Wingert     |
| 2012 | "Blown Away"                                      | Randee St. Nicholas |
| 2013 | "Two Black Cadillacs"                             | P. R. Brown         |
| 2013 | "See You Again"                                   | Eric Welch          |
| 2014 | "Somethin' Bad" (із Мірандою Ламберт)             | Trey Fanjoy         |
| 2014 | "Something in the Water"                          | Raj Kapoor          |
| 2015 | "Little Toy Guns"                                 | P. R. Brown         |
| 2015 | "Smoke Break"                                     | Randee St. Nicholas |
| 2015 | "Heartbeat"                                       | Randee St. Nicholas |
| 2016 | "Church Bells"                                    | Wayne Isham         |
| 2016 | "Dirty Laundry"                                   | Shane Drake         |
| 2016 | "Forever Country"(Artists of Then, Now & Forever) | Joseph Kahn         |
| 2017 | "The Fighter"(із Кітом Урбаном)                   | John Urbano         |
| 2018 | "The Champion" (із Ludacris)                      | Norry Niven         |
| 2018 | "Cry Pretty"                                      | Randee St. Nicholas |
| 2018 | "Love Wins"                                       | Shane Drake         |